# Concordat de Worms
Le concordat de Worms est l'accord qui met fin à la querelle des Investitures le 23 septembre 1122,, conflit qui opposait le pape à l'empereur germanique depuis 1075. L'original de l'acte de l'empereur Henri V est aujourd'hui conservé aux archives du Vatican.

## Contexte
Alors que les deux parties sont lasses du conflit, le nouveau pape Calixte II entame en 1119 des négociations avec l'empereur qui n'aboutissent pas. Alors que l'armée impériale et les rebelles venus de Saxe sont prêts à s'affronter, les princes allemands, réunis à l'initiative de l'archevêque de Trèves, enjoignent à Henri V de se soumettre au pape si celui-ci préserve « l'honneur de l'Empire ». Un an de négociations difficiles commence. Lambert d'Ostie, légat du pape Calixte II, sait ménager l'empereur, Henri V, excommunié, qui est absous sans faire acte de pénitence. Un accord est trouvé en 1122. Cet accord met fin à la querelle des Investitures et sonne le glas du césaropapisme en Occident. Il s'avère toutefois difficilement applicable.

## Contenu
En signant le concordat de Worms, l'empereur renonce à l'investiture par la crosse et par l'anneau et accepte la libre élection des évêques par le chapitre de la cathédrale. En cas de conflit lors de cette désignation, il peut arbitrer en faveur du candidat le plus digne. Il donne ensuite, d'abord en Germanie puis, après son sacre, sur tout son territoire, l'investiture temporelle sous la forme d'un sceptre pour les biens fonciers et les fonctions régaliennes de l'évêque. Ce dernier a l'obligation de s'acquitter des tâches que lui imposent les terres concédées par l'empereur.
Cependant, ce droit de regard sur l'élection épiscopale ne s'exerce que sur les possessions germaniques de l'empereur. Il perd donc son influence sur la nomination des évêques en Bourgogne et en Italie. Or, dans cette dernière région, les évêques sont les plus fidèles soutiens de l'empereur et de gros pourvoyeurs de fonds pour le trésor impérial.
L'empereur restitue aussi à l'Église les biens et les régales temporelles (le droit de percevoir les revenus d'un siège épiscopal vacant) et spirituelles (soit la nomination aux bénéfices et donc aux prébendes). Il garantit en outre paix et assistance à l'Église.

## Texte original (traduit du latin)
Au nom de la sainte et indivise Trinité. Moi, Henri, par la grâce de Dieu auguste empereur des Romains, avec la force de l'amour que je nourris envers Dieu, la Sainte Église Romaine et le Pape Calixte et pour le Salut de mon âme concédée à Dieu, à ses saints apôtres Pierre et Paul et à la Sainte Église Catholique toutes les investitures au moyen de l'anneau et du bâton; je concède en outre que dans toutes les églises, qui se trouvent sous mon empire ou sous mon règne, puissent avoir lieu des élections canoniques et des consécrations libres. Je restitue à la Sainte Église Romaine les possessions et les droits du Bienheureux Pierre [désigne le pape saint Pierre ayant été le premier pape], qui depuis le début de cette discorde jusqu'à aujourd'hui, c'est-à-dire depuis le temps de mon père jusqu'à moi, lui furent soustraits, et que je possède encore aujourd'hui; ceux au contraire qui ne sont plus en ma possession, je ferai en sorte qu'ils lui soient restitués. Je restituerai en outre sur le conseil de mes princes ou par sens de la justice les possessions de toutes les autres églises, des princes et de tous les autres, clercs ou laïcs, qui dans cette opposition furent perdues et qui sont encore aujourd'hui en ma possession; celles qui en revanche ne sont plus en ma possession je ferai en sorte qu'elles lui soient restituées. Je concède en outre une vraie paix au Pape Calixte, à la Sainte Église Romaine et à tous ceux qui militent ou ont milité de leur côté; je servirai en outre fidèlement la Sainte Église Romaine dans les circonstances dans lesquelles mon aide sera demandée et dans celles dans lesquelles une question me sera posée, je rendrai la justice voulue. Tout cela a été mis en acte avec le consentement et après le conseil des princes, dont les noms suivent : Adalbert, archevêque de Magonze, F. archevêque de Cologne, H. [Hartwig I. von Spanheim] évêque de Ratisbonne [Regensburg], O. évêque de Bamberg, B. évêque de Spire, H. d'Augsbourg, G. d'Utrecht, Ö. de Constance, E. [Erlolf von Bergholz] abbé de Fulda, Henri duc, Frédéric duc, S. duc, Pertolfe duc, Théopold marquis, Engelbert marquis, Godefroi comte du palais [Gotfried, comte de Calw, comte palatin du Rhin], Otton comte du palais [Otto V., comte palatin de Bavière], Bérenger comte.